# The Way of a Man with a Maid (film 1912)
The Way of a Man with a Maid è un cortometraggio muto del 1912. Il nome del regista non viene riportato nei credit del film.
Nono film per Leah Baird, un'attrice che aveva iniziato a lavorare per la Vitagraph nel 1910 e che concluse la sua carriera nel 1957. Maurice Costello fu un famoso attore teatrale e divo dei matinée, padre di Dolores Costello e bisnonno di Drew Barrymore.

## Produzione
Il film fu prodotto dalla Vitagraph Company of America.

## Distribuzione
Distribuito dalla General Film Company, il film - un cortometraggio in una bobina - uscì nelle sale cinematografiche statunitensi il 20 aprile 1912.